# Aeroökologie
Bei der Aeroökologie geht es um die Untersuchung des Luftraums (Aerosphäre) als ökologische Umgebung verschiedener Tierarten.

## Forschung
Als neue wissenschaftliche Disziplin wurde die Aeroökologie auf einer Tagung der wissenschaftlichen Gesellschaft American Association for the Advancement of Science (AAAS) 2011 in Washington vorgestellt.
Der Luftraum wird mit Infrarotkameras, Lasermesstechnik – und vor allem mit Radartechnologie und aufwendiger Bildbearbeitungssoftware erforscht. Der deutsche Ökologe August Thienemann (1882–1960) nannte den Begriff bereits 1925 in seinem Buch Die Binnengewässer Mitteleuropas: eine limnologische Einführung.

## Quelle
- Winifred Frick (University of California, Santa Cruz) und Phillip Chilson (University of Oklahoma)[2]